# Vissel Kobe 2011
Questa pagina raccoglie i dati riguardanti il Vissel Kobe nelle competizioni ufficiali della stagione 2011.

## Organigramma societario
Area tecnica
- Allenatore: Masahiro Wada
- Vice-Allenatore: Ryō Adachi

## Rosa
| N. |                          | Ruolo | Calciatore         |
| -- | ------------------------ | ----- | ------------------ |
| 1  | Giappone (bandiera)      | P     | Takahide Kishi     |
| 2  | Giappone (bandiera)      | D     | Gakuto Kondō       |
| 4  | Giappone (bandiera)      | D     | Kunie Kitamoto     |
| 5  | Giappone (bandiera)      | D     | Hiroyuki Kōmoto    |
| 6  | Giappone (bandiera)      | C     | Kenji Haneda       |
| 7  | Corea del Sud (bandiera) | C     | Park Kang-Jo       |
| 8  | Giappone (bandiera)      | C     | Ryōsuke Matsuoka   |
| 9  | Brasile (bandiera)       | C     | Rogerinho          |
| 10 | Brasile (bandiera)       | C     | Botti              |
| 11 | Brasile (bandiera)       | C     | Popó               |
| 13 | Giappone (bandiera)      | A     | Yoshito Ōkubo      |
| 14 | Giappone (bandiera)      | D     | Tsuneyasu Miyamoto |
| 15 | Giappone (bandiera)      | D     | Tsubasa Oya        |
| 16 | Giappone (bandiera)      | C     | Akihito Kusunose   |
| 17 | Giappone (bandiera)      | C     | Takayuki Yoshida   |
| 18 | Giappone (bandiera)      | C     | Hideo Tanaka       |

| N. |                          | Ruolo | Calciatore       |
| -- | ------------------------ | ----- | ---------------- |
| 19 | Giappone (bandiera)      | A     | Koki Arita       |
| 20 | Giappone (bandiera)      | C     | Ryōta Morioka    |
| 21 | Giappone (bandiera)      | A     | Hiroto Mogi      |
| 22 | Giappone (bandiera)      | C     | Kenji Baba       |
| 23 | Corea del Sud (bandiera) | A     | Lee Jae-Min      |
| 24 | Giappone (bandiera)      | C     | Masatoshi Mihara |
| 25 | Giappone (bandiera)      | D     | Yōsuke Ishibitsu |
| 26 | Giappone (bandiera)      | A     | Kohei Mishima    |
| 27 | Giappone (bandiera)      | A     | Ken Tokura       |
| 28 | Giappone (bandiera)      | P     | Jun Kamita       |
| 29 | Giappone (bandiera)      | D     | Keisuke Hayashi  |
| 30 | Giappone (bandiera)      | P     | Kenta Tokushige  |
| 31 | Giappone (bandiera)      | A     | Keijirō Ogawa    |
| 32 | Giappone (bandiera)      | D     | Masaki Yanagawa  |
| 33 | Giappone (bandiera)      | C     | Ryuji Hirota     |